# Lucihormetica amazonica
Lucihormetica amazonica är en kackerlacksart som först beskrevs av Rocha e Silva 1987.  Lucihormetica amazonica ingår i släktet Lucihormetica och familjen jättekackerlackor. Inga underarter finns listade i Catalogue of Life.